# João da Purificação Marques Perdigão
Dom Frei João da Purificação Marques Perdigão OSA • CvC • CvNSC (Viana do Minho, 4 de março de 1779 - Recife, 30 de abril de 1864) foi um religioso agostiniano e 17º Bispo de Olinda.

## Biografia
Filho de João Marques Perdigão e Catarina Rosa Marques Perdigão, nasceu em Viana do Castelo, na província do Minho, Portugal. Ao completar 16 anos, entrou para o Mosteiro de Santa Cruz, da Ordem de Santo Agostinho, em Coimbra, recebendo o hábito de noviço das mãos de D. Bernardo da Porta, então prior-geral, e adotou o nome de Frei João da Purificação. No ano seguinte, fez sua profissão solene da ordem.
Fez o curso das doutrinas teológicas, pela maior parte, no Mosteiro da Serra do Pilar. Atingindo a idade canônica para começar sua ordenação, aconteceu de achar-se ausente na corte o bispo do Porto, em virtude do que teve frei João de ir a Braga, onde recebeu das mãos do arcebispo D. Frei Caetano Brandão, TOR, os quatro graus menores da ordem em 19 de setembro de 1800 e, no dia seguinte, o subdiaconato. Em 21 de março de 1801, conferiu-lhe D. João António Binet Pincio, bispo de Lamego, a ordem de diácono, e, em 12 de agosto de 1801, foi ordenado presbítero em Leiria por D. Manuel de Aguiar.
Em 1805, desejoso de visitar o Mosteiro de São Vicente de Fora, foi a Lisboa. Aí, seu tio, o conselheiro Feliciano Marques Perdigão, preceptor do Príncipe Regente, e de grande influência na corte, sabendo estar vago o cargo de tesoureiro-mor da sé do Rio de Janeiro, arranjou para que este fosse dado ao sobrinho. Assim, em 14 de julho de 1806, baixava o decreto da nomeação de frei João para tesoureiro-mor da sé do Rio de Janeiro. Outro o nomeou cavaleiro da Ordem de Cristo, cujo estatuto conferia-lhe o título de Dom, simultaneamente com o uso do barrete, o qual recebeu das mãos do prelado local, o prior de São Vicente de Fora. Posteriormente, Dom João viria ser um dos primeiros agraciados com o grau de cavaleiro da Ordem de Nossa Senhora da Conceição de Vila Viçosa, logo após à sua instituição, em 1818.
Dom João chegou ao Brasil em 1809, e permaneceu no Rio de Janeiro até passar-se para Pernambuco, ao ser nomeado Bispo de Olinda, por Dom Pedro I, a 18 de outubro de 1829. Mas, só chegou a Olinda/Recife em 4 de agosto de 1830, ficando à frente daquela diocese como Administrador, no aguardo da confirmação da Santa Sé, que só aconteceu em 1833 - sua ordenação episcopal e posse solene se deu a 29 de setembro desse ano. Foi seu sagrante o frade franciscano D. Antônio de Arrábida, bispo titular de Anemúria.
O seu episcopado foi o mais longo da história da Diocese de Olinda, hoje Arquidiocese de Olinda e Recife, estendendo-se até falecer. Figura marcante como bispo, de espírito missionário, mudou-se do palácio de Olinda para o Palácio da Soledade, em Recife, de onde empreendeu cinco visitas pastorais, a cavalo, visitando todo o sertão abrangido por sua diocese, que se estendia, no seu tempo, pelas províncias que hoje constituem os estados de Pernambuco, Alagoas, Ceará, Paraíba e Rio Grande do Norte.
Em 14 de fevereiro de 1851, foi nomeado cavaleiro da Ordem do Santo Sepulcro de Jerusalém.
Faleceu em 30 de abril de 1864, em extrema pobreza, porque distribuía aos pobres todos os seus recursos. Foi sucedido por D. Manuel do Rego Medeiros, o qual recebeu de suas mãos a ordenação presbiterial. Frei João também foi o principal consagrante de D. Carlos de São José e Sousa, bispo do Maranhão, e co-consagrante de D. Pedro de Santa Mariana e Sousa, bispo auxiliar do Rio de Janeiro.